# 평화방송 사태
평화방송 사태는 1991년 평화방송 노동조합이 공정방송을 요구하며 파업에 돌입하자 사측이 노조원 27명을 대량 해고한 사건이다. 이 사건은 대한민국 언론사 파업 역사상 1975년 동아일보 백지광고 사태(134명) 이후 가장 많은 해고자를 배출한 사건이다.

## 배경
1990년 4월 15일 개국한 평화방송은 개국 한달만에 안성열 보도국장을 대기발령 조치하며 보도 프로그램을 일방적으로 축소 개편했다.
조덕현 사장신부 등 경영진은 보도 내용 뿐만 아니라 순수 선교 교양 프로그램에서도 출연자 선정, 발언내용 등에 간섭을 해왔다.
특히 정의구현사제단 소속 신부 등의 출연은 섭외과정에서 막고 방송내용도 사전 검열해 정부에 비판적인 내용은 교체하거나 삭제하는 등의 조처를 취했다.
이에 항의해 노조는 "전국의 신자들이 모은 성금으로 설립된 평화방송이 편파방송을 일삼는 것은 경영층이 정권과 결탁해 가톨릭내 일부 보수주의자들의 입장만을 대변해 온 것"이라며 비난하며 파업에 돌입했다.

## 파업 돌입
평화방송은 1991년 1월 18일 제작을 거부한 사회부 조합원 9명을 해고하는 등 중징계했다. 이에 노동조합은 이날 비상총회를 개최하고 파업 단행을 결의하고 평화방송 사수를 위한 투쟁위원회를 결성했다.
사측은 이에 대해 노조사무실 폐쇄로 맞섰고 보도국 간부 4명은 회사의 조치에 항의하며 집단 사표를 제출했다.
평화방송 사측은 1월 22일 파업 참가 조합원 28명을 징계위에 회부했다. 또 파업 참가 조합원 전원(36명)을 업무방해혐의로 고소했다.

## 공권력 투입과 대량 해고
1월 24일 사측은 공권력 투입을 요청해 경찰 5개 중대 700여명이 투입되어 회사 건물서 농성중이던 조합원 29명이 연행됐다.
언론사 파업 현장에 공권력이 투입된 것은 1990년 KBS 한국방송 파업 이후 최초의 사건이었다.
노조는 이후 철야 단식과 언론노련 사무실에서 농성을 이어갔다.
사측은 6월 27일 27명의 파업조합원 전원을 해고했다.

## 사건의 파장
김수환 추기경은 1991년 2월 20일 평화방송 사태에 대해 교회의 공식 입장을 밝히는 성명서를 발표했다.
성명서에서 김 추기경은 "평화방송은 복음 선교를 위한 종교방송으로 현 경영진은 이 목적과 방법으로 회사를 운영하고 있다" 며 경영진을 지지하고 "불법파업 사원들중 잘못을 인정하고 함께 일하려는 사람은 선처하겠다"고 밝혔다.
하지만 평화방송 사태는 사랑과 평화를 앞세우는 가톨릭이 사주로 있는 종교방송사에서 기자들을 대량해고 하고 공권력 투입을 요청해 농성중인 조합원을 강제로 퇴거시켰다는 점에서 사회에 큰 충격을 주었다.